# 부평공업고등학교
부평공업고등학교(富平工業高等學校)는 대한민국 인천광역시 부평구 갈산동에 있는 공립 고등학교이다.

## 학교 연혁
- 1993년 8월 19일 : 부평공업고등학교 설립 인가(기계과, 중기정비과, 전기과, 토목과 총 30학급)
- 1994년 3월 1일 : 초대 이윤양 교장 취임
- 1994년 3월 4일 : 부평공업고등학교 개교
- 1994년 3월 5일 : 제1회 신입생 입학식(기계과 4학급, 중기정비과 2학급, 전기과 2학급, 토목과 2학급 계 10학급 542명)
- 1997년 2월 12일 : 제1회 졸업식(500명)
- 2004년 10월 18일 : 다목적실(도약관) 개관
- 2005년 10월 20일 : 도서관 해밀 개관
- 2014년 7월 17일 : 특성화 학과 개편(자동차․건설기계과 ⇨ 그린자동차과)
- 2020년 7월 10일 : 2021년 군특성화고 지원사업 선정(토목과-해병대 상륙장갑차병)
- 2023년 3월 1일 : 제13대 김의호 교장 취임
- 2023년 6월 26일 : 학과명 변경 승인(정밀기계과 ⇨ 하이테크가공과, 토목과 ⇨ 스마트건설과, 자동화기계과 ⇨ 스마트자동화과)
- 2024년 1월 10일 : 제28회 졸업식(199명) 졸업생 누계 10,366명
- 2024년 3월 4일 : 신입생 입학(9학급 127명)

## 설치 학과
- 정밀기계과
- 전기과
- 자동화기계과
- 토목과
- 스마트자동화과
- 스마트건설과
- 그린자동차과
- 하이테크가공과

## 참고 자료
- 부평공업고등학교 - 한국교육학술정보원 학교알리미